# Wawrzyniec Kazimierz Potocki
Wawrzyniec Kazimierz Potocki herbu Lubicz – sędzia graniczny kijowski, podstoli żytomierski w latach 1746–1765, łowczy żytomierski w latach 1740–1746, skarbnik żytomierski w latach 1729–1740.
Poseł na sejm 1740 roku z województwa kijowskiego.
W 1764 roku był elektorem Stanisława Augusta Poniatowskiego z województwa kijowskiego, poseł na sejm elekcyjny 1764 roku.